# Cinarchea
CINARCHEA – Internationales Archäologie-Film-Kunst Festival Kiel findet seit 1994 alle zwei Jahre in Kiel statt.
Veranstalter ist die Arbeitsgruppe Film der Christian-Albrechts-Universität zu Kiel in Zusammenarbeit mit dem Förderverein CINARCHEA e.V. und anderen Partnern der Kieler Kulturszene. Das Festival zeigt Spiel- und Trickfilme, Dokumentationen, Experimentalfilme und künstlerische Auseinandersetzungen zum Thema Archäologie. Das Festival wurde vom Kieler Dokumentarfilmer Kurt Denzer ins Leben gerufen. 

„Es gibt keine Begrenzung auf ein archäologisches Thema, etwa auf eine bestimmte Kulturepoche, vielmehr soll ein umfassender Einblick in die Welt des archäologischen Films gegeben werden, der den verschiedenen Bereichen der Forschung (Ausgrabung, Restaurierung, Konservierung, experimentelle Archäologie, Unterwasser- und Luftbildarchäologie etc.) ebenso gerecht wird wie den Genres der Filme (Übersichtsfilme, Dokumentation bestimmter Grabungs- und Forschungsprojekte, computeranimierte Rekonstruktion, Spielfilme sowie Trick- und Experimentierfilme zum Thema Archäologie). Daher handelt es sich bei den auf dem Festival gezeigten Filmen nicht nur um Dokumentarfilme im klassischen Sinne, sondern auch um experimentelle Auseinandersetzungen mit archäologischen Themen. Auch Filme, die künstlerische Perspektiven des Themas darstellen, gehören selbstverständlich dazu. Die Kriterien, nach denen eine Auswahljury das endgültige Programm zusammenstellt, werden sowohl die wissenschaftliche Seriosität als auch die filmische Qualität der Produktionen sein.“

Cinarchea ist das einzige Archäologie-Film-Festival in Deutschland. Für den Wettbewerb können Filme aus den letzten vier Jahren eingereicht werden. In der Sparte „Alte Filme/Filmarchäologie“ werden frühe Filme zur Archäologie gezeigt oder Beispiele aus der Frühzeit des Films, die von „Filmarchäologen“ rekonstruiert worden sind. Das Festival wird von einem Symposium begleitet, die Konferenzsprachen sind Deutsch und Englisch. Eine internationale Jury vergibt sechs z. T. dotierte Preise.